# Roland McKean
Roland N. McKean (Mulberry Grove, 30 ottobre 1917 – Chapel Hill, 15 aprile 1993) è stato un economista statunitense.
Ha conseguito B.A. e Ph.D. in economia all'Università di Chicago. Dal 1951 al 1963 è stato un ricercatore in economia presso la RAND Corporation. È stato professore di economia all'Università della California - Los Angeles fino al 1968, e professore di economia alla McIntire School of Commerce dell'Università della Virginia fino al suo pensionamento nel 1988.
Tra le sue opere: Efficiency in Government Through Systems Analysis, The Economics of Defense in the Nuclear Age (insieme a Charles Hitch) e Teacher Shortages and Salary Schedules (insieme a Joseph Kershaw). 